# Baryphyma groenlandicum
Baryphyma groenlandicum är en spindelart som först beskrevs av Holm 1967.  Baryphyma groenlandicum ingår i släktet Baryphyma och familjen täckvävarspindlar. Inga underarter finns listade.